# Eggingen
Eggingen település Németországban, azon belül Baden-Württembergben. Lakosainak száma 1780 fő (2023. december 31.). Eggingen Trasadingen és Hallau községekkel határos.

## Népesség
A település népessége az elmúlt években az alábbi módon változott:
| Lakosok száma | 1034 | 1142 | 1334 | 1420 | 1423 | 1605 | 1760 | 1711 | 1635 | 1780 |
|               | 1961 | 1967 | 1974 | 1980 | 1987 | 1993 | 2000 | 2006 | 2013 | 2023 |